# Hyperalonia coeruleiventris
Hyperalonia coeruleiventris är en tvåvingeart som först beskrevs av Macquart 1846.  Hyperalonia coeruleiventris ingår i släktet Hyperalonia och familjen svävflugor. Inga underarter finns listade i Catalogue of Life.